# Rock progresivo latinoamericano
El rock progresivo latinoamericano es un género musical que surgió de la adopción y adaptación de elementos del prog rock anglosajón por parte de bandas de rock latinoamericano, desde la década de 1970. 
En varios casos, estas bandas mostraron un gran interés por incorporar a su música elementos de la música popular de América Latina, como por ejemplo de la música andina (Los Jaivas), el tango (Invisible), el candombe (Opa), la música popular brasileña (Os Mutantes), la música popular de Venezuela (Vytas Brenner) o la proyección folklórica (Anacrusa). A esto se suman las influencias del jazz rock, el folk rock, el blues rock, el rock psicodélico y la música sinfónica recogidas por las bandas clásicas del rock progresivo anglosajón como Yes, Jethro Tull, Pink Floyd, Emerson, Lake & Palmer y Genesis, entre muchas otras.
El rock progresivo latinoamericano cobró protagonismo principalmente en Brasil, Argentina, Uruguay y Chile, de donde provenían varias de las bandas pioneras en este estilo hacia 1970 (Som Imaginario en Brasil, Arco Iris en Argentina y Kissing Spell en Chile). Una seña de identidad de estas bandas fue el grabar canciones en español, a diferencia de países en los que se grababa íntegramente en inglés. 

## Argentina
En noviembre de 1969 aparece el primer LP homónimo del grupo Almendra liderado por Luis Alberto Spinetta, que presentaría las primeras canciones con tintes progresivos dentro del rock argentino. Si bien la banda no se consideraba parte del género, sino que también abarcaba otros sonidos como el jazz y el rock, fueron los primeros en introducir los cambios en la estructura tradicional del formato canción, uno de los rasgos característicos del rock progresivo. Luego de tres años de carrera, la banda se separa y Spinetta continúa con la experimentación dentro del rock progresivo que después resultaría más evidente en sus bandas Invisible (homónimo, 1974) y Spinetta Jade ("Alma de Diamante", 1980).
En 1970 aparece el LP homónimo de Arco Iris, banda esencial del género liderada por Gustavo Santaolalla. En el álbum se vislumbran elementos como el blues, el rock, el jazz, el pop y un recurrente aire pastoral, que para sus siguientes placas "Tiempo de Resurrección" y sobre todo "Sudamérica o el Regreso a la Aurora" (ambos de 1972), daría muestra de un sonido que combinaba el progresivo y el jazz rock con el folclore local. Estos fueron los primeros trabajos de esta índole en la Argentina. En 1971 Vox Dei lanza su segundo LP La Biblia, uno de los discos fundamentales del rock progresivo argentino. Este es un álbum conceptual que se centra en los textos sagrados del cristianismo. En el mismo año 1971 apareció Orion's Beethoven que en 1973 editó en Phonogram su placa debut Superángel. Se trata de un álbum integrado, esencialmente, por dos grandes suites -compuestas ellas de temas interconectados por secuencias instrumentales- que lideran sendos lados del vinilo y son acompañadas de dos canciones más. La primera de ellas le da título al álbum, y consiste internamente de tres movimientos: “El Camino De Los Superhombres”, “Soy El Sol” y “Nirmanakaya”. Acompaña a esta suite “Retrato De Alguien”, un rock'n'roll muy en la vena de la época, que cierra el lado A. El lado B lo abre “Hijo Del Relámpago (Fuego)”, doce minutos de vadeante improvisación, climáticos crescendos y una atmósfera bastante lograda, para luego cerrar el álbum con algunos fragmentos de la “Sinfonía Nº 8 En Si Menor” de Franz Schubert arreglados al rock. Su segundo álbum ''Tercer milenio'' ya fue más convencional y para 1981 la banda lograría su momento de fama -abandonado ya el sonido progresivo, cerca del formato de hard rock de los 80 y con el nombre abreviado a Orion's- con su único éxito "Toda la noche hasta que salga el sol".
En 1972 nace Ave Rock, una banda que, si bien enraizada en el blues y el hard rock, lograba sus mejores momentos cuando se alejaban de esos estilos y se adentraban en formatos progresivos deudores de Yes. Con el impresionante trabajo de guitarra de Luis Borda (un adolescente en ese momento), se adelantaron a Espíritu y Crucis en la creación de un rock progresivo de influencia europea, aunque nunca llegaron a tener la popularidad de estas bandas. Ese mismo año, Arco Iris abandona su tradicional sonido acústico y, a partir de las placas Tiempo de Resurrección y sobre todo Sudamérica o el Regreso a la Aurora (ambos de 1972), con un sonido que combinaba el progresivo y el jazz rock con el folklore local.
La banda Espíritu formada en 1973 fue un grupo de la última parte del apogeo del rock sinfónico. Recomendados por David Lebón (quien se incorporó brevemente a la banda como tecladista, pero acabaría abandonándola para formar Polifemo) se convirtieron en protegidos de Jorge Álvarez, quien ansiaba producir una banda de rock progresivo en el país. Álvarez les produce, para el sello Microfon, su primer simple: “Hoy Siempre Hoy” y “Soy la Noche”, que empieza a sonar bastante en las radios. Su primer álbum Crisálida, fue pensado como una obra conceptual completa de 50 minutos de duración, por lo que no aparecen silencios entre los cambios de una canción a otra, es citado como su mejor trabajo y se le atribuyen influencias de Yes, Genesis y del progresivo italiano, especialmente de bandas como Premiata Formeria Marconi, Celeste, Biglietto per L'Inferno, y Semiramis. Las presentaciones en vivo también estaban concebidas como una performance teatral, con escenografías y vestuarios especailes para cada show.
Cuando Espíritu se rebeló contra las directrices que pretendía imponerles Jorge Álvarez, éste intentó reactivar su proyecto contratando a Crucis, banda formada en agosto de 1974 por Gustavo Montesano (guitarra y voz), José Luis Fernández (bajo), Daniel Frenkel (batería) y Daniel Oil (teclados). Cuando Fernández dejó la banda para unirse a La Máquina de Hacer Pájaros, Montesano pasó al bajo. Luego se les unirían Pino Marrone y Aníbal Kerpel. Su música, de una gran técnica y calidad musical única, atrajo seguidores en la escena underground, para luego comenzar a tocar en lugares más grandes. Hacia 1975 su música comenzó a tener más éxito, al punto de que el mismo Charly García fue a ver uno de sus conciertos para "comprobar su perfomance", ofreciéndose a producir su primer álbum, homónimo. En cuanto al segundo disco, Los Delirios del Mariscal, grabado y editado en 1977, lo mezclaron en Nueva York, donde realizaron giras por Estados Unidos, dejando impresionado al público que iba a verlos y escucharlos. Poco después de haber lanzado este disco y de regreso a la Argentina, se conoce la imprevista noticia que se separan por conflictos personales entre ellos.
Hacia 1974, Astor Piazzolla comenzó su período de mayor experimentación con instrumentos eléctricos, que da por resultado el álbum Libertango con fuertes influencias del jazz rock y el rock progresivo. Sus trabajos con su "conjunto electrónico" representaron su mayor éxito hasta ese entonces, con hitos como el concierto en París grabado y publicado como "Olympia 77". Esta decisión creativa le ganó la admiración de los músicos de rock argentinos, que buscaron seguir sus pasos con el tango rock, género fundado por Luis Alberto Spinetta, Charly García y, principalmente, Gustavo Moretto con su grupo Alas.
También en 1974 hace su debut la banda Madre Atómica. Este trío constituía el boom del circuito underground: Lito Epumer en guitarra, Mono Fontana en la batería y Rubén Darío Alcaraz en el bajo, conformaban uno de los grupos más virtuosos del medio. Este último fue reemplazado por el joven bajista Pedro Aznar, que tocaba el bajo fretless con claras influencias de Jaco Pastorius. Aznar pasó de Madre Atómica a Alas, y de allí al supergrupo Serú Girán donde pudo dar rienda libre a sus dotes como bajista, compositor y vocalista.
Por esa misma época Sui Generis inició una transición de un rock acústico a un sonido más eléctrico y visceral con su tercer álbum, Pequeñas anécdotas sobre las instituciones. La banda había dejado de ser un dúo y pasaba a ser un cuarteto, con la incorporación de Rinaldo Rafanelli en bajo y guitarras y Juan Rodríguez en batería. El disco sorprendió a la crítica y a los fans, con un estilo de rock sinfónico, incluyendo instrumentos electrónicos novedosos para la época y una marcada temática de crítica política, sobre las «instituciones» básicas de la sociedad: la familia, los militares, la represión policial, la censura, los asesinatos políticos. Musicalmente, el álbum mostraba un cambio estilístico de fondo, más complejo, conceptual y orientado al rock sinfónico. “Tema de Natalio” es un instrumental que bien refleja este cambio o “El Show de los Muertos”, de los cuales cuatro de los ocho minutos son distorsiones con teclados. Suena extraño escuchar estos sonidos adaptados a un grupo que, hasta ese momento, se había identificado por un sonido casi opuesto.
En Rosario, en 1973, nace Pablo El Enterrador, una banda progresiva que contaba con la presencia de Lalo De los Santos y Rubén Goldín, dos músicos que luego alcanzarían notoriedad al margen del rock, con la llamada Trova Rosarina. El 11 de enero de 1974 tocan en la sala Evita como soporte de Raúl Porchetto, que presentaba su ópera rock Cristo Rock, obra grabada junto a los músicos de La Pesada, y que puede ser considerada otra de las obras fundacionales del rock progresivo en Argentina. En esa actuación, Porchetto se deslumbra con Goldín y De Los Santos invitándolos a formar una nueva banda en Capital. El resultado es Reino de Munt, otra banda de rock progresivo, que contaría, además con el tecladista Alejandro Lerner en sus filas. Tras unos pocos meses, y sin llegar a debutar con la banda, los rosarinos deciden volver a su ciudad natal, siendo reemplazados por el guitarrista Gustavo Bazterrica y el bajista Frank Ojstersek, respectivamente. Rubén Goldín forma otra banda progresiva, Exordio de Bruja, mientras que De los Santos vuelve a integrar Pablo El Enterrador, que grabaría un único disco homónimo en RCA en 1983. Por esa época, en la Provincia de Santa Fe existió toda una escena de rock progresivo, tanto en Rosario (con bandas como Irreal y Síntesis), como en la capital provincial con Agnus, una banda que fusionaba climas folklóricos con pasajes medievales y coros femeninos.
El rock progresivo argentino alcanzaría su pico de popularidad en 1975. En ese año, Sui Generis pone fin a su carrera, dando dos conciertos conocidos como Adiós Sui Generis en el Luna Park el 5 de septiembre de 1975. En un principio las once mil localidades se habían agotado en dos semanas, por lo que se agregó una función, según Mestre fue el primer concierto multitudinario de rock en Argentina. Se grabó una película a color con el mismo nombre sobre aquellos conciertos, en donde se pudo escuchar por primera vez canciones como "Bubulina", "Nena" (que luego integraría el primer disco de Serú Girán con el nombre cambiado a "Eiti Leda") y "El blues del levante". La película, estrenada ya durante la dictadura instalada en 1976, fue prohibida para menores de 18 años.
El mismo año 1975 nace en Villa Adelina nace Músicos Independientes Asociados (MIA)  como una cooperativa independiente para impulsar la aparición de nuevos músicos. Era impulsada básicamente por el matrimonio del docente musical Rubens "Donvi" Vitale y la antropóloga, arqueóloga, profesora, escritora y gestora Esther Soto. La idea era crear una forma de productora independiente y no comercial para sus hijos Liliana Vitale y Lito Vitale (por entonces un joven pianista de apenas 12 años). A estos se fueron sumando alumnos de Donvi Vitale, pasando por el proyecto alrededor de cincuenta músicos tales como Alberto Muñoz, Verónica Condomí y Juan del Barrio, así como también sonidistas, iluminadores, diseñadores gráficos, etc. Así, la cooperativa llegó a tener alrededor de 60 personas que producían sus propios recitales y grabaciones fuera del circuito comercial, convirtiéndolos en precursores del rock independiente en Argentina. Muchos de los músicos participantes lograron editar sus propias placas solistas en la pequeña discográfica, en distintos géneros musicales, que iban desde la proyección folklórica al jazz fusión. Además, bajo la denominación de MIA se presentaban como banda y lanzaron cuatro discos directamente enraizados en el rock progresivo de influencia británica, empezando con Transparencias, en 1976. Su segundo disco, Mágicos juegos del tiempo, centraba su argumento en la vida de un personaje imaginario llamado Juliana Gabina, desde niña hasta su adolescencia.
La banda El Reloj, una banda que había nacido con una propuesta más cercana al blues y al hard rock a principios de los ‘70, viraría hacia un estilo de progresivo barroco, con tintes sinfónicos y mucha distorsión en su placa homónima de 1975.
Luego de disolverse Sui Generis, Charly García formó La Máquina de Hacer Pájaros, otro exponente de rock progresivo, introduciendo la novedad de dos tecladistas simultáneos en escena (García y Carlos Cutaia), además de Oscar Moro (ex Los Gatos y Color Humano) en batería, Gustavo Bazterrica (ex Reino de Munt) en guitarra, y José Luis Fernández (ex Crucis) en bajo.  Esta banda, como dijo García, pretendía ser “el Yes del subdesarrollo”. Los críticos le reconocen fuertes influencias de Genesis, Yes, Camel, Focus y Steely Dan. También Invisible, el trío formado por Luis Alberto Spinetta tras la disolución de Pescado Rabioso, puede ser catalogado como progresivo, especialmente desde su segundo disco, Durazno Sangrando, una obra conceptual inspirada en nociones tomadas por Spinetta de la obra del filósofo y psicólogo suizo Carl Jung basada en el tradicional libro chino El secreto de la flor de oro.
En esa época se formaron otros grupos sinfónicos y progresivos como Bubú, Anacrusa (más enraizado en la proyección folklórica, pero con instrumentación e influencias del rock progresivo), Rayuela, Redd de Tucumán o Trigémino, de Quilmes. Arco Iris continuó expandiendo su folk/rock jazzero-progresivo, primero en la Argentina y después en Estados Unidos, donde la banda se radicó en septiembre de 1977. Después de esta partida, uno de los exintegrantes que se quedó en Argentina, Horacio Gianello, fundó Avatar, una curiosa formación con dos baterías que continuó el legado del rock fusión progresivo hasta 1983. Gianello, que no participaba de la formación, actuaba como director musical y asesor,mientras que el líder y compositor de casi todos los temas era Carlos Piraña Piégari, un ex Sui Generis. Otro de los ejemplos más tardíos de acercamiento al rock progresivo de dio en 1981 con Sobre miedos, Creencias y Supersticiones, el debut solista de Lito Vitale. Este álbum denota una inspiración de las bandas progresivas y sinfónicas de la época, como Yes, Emerson, Lake & Palmer, Genesis, y una mezcla con la música nativa.
El rock progresivo sinfónico ha tenido desde la década del 2000 un importante resurgimiento que aunque no deja de manifestarse como algo "under" muestra algunos exponentes a nivel nacional. En La Plata se realiza desde 2003 el festival Sinfo Prog y en 2010 tuvo lugar la Primera edición del Festival de Rock Progresivo Ciudad de La Plata, La Plata Prog 2010. Desde esta ciudad han surgido bandas como Farenheith y Baalbek y actualmente otras como Akenathon, Ünder Linden, La orquesta de vulvas fluorescentes de Viena, La Increíble Fuga de triángulos, Hexatónica, Quaker. En Rosario bandas como Danae, La Gota, Láquesis, La Mujer Barbuda y Skatos, y la histórica Pablo el enterrador, que sigue en actividad actualmente. Mientras que en Buenos Aires las principales bandas son Nexus (que sigue activa, con excelentes críticas y ventas en distintos países de América, Europa y Asia y ha cosechado un prestigio casi inédito en bandas del estilo procedentes de América Latina), Pez; Tanger, Genetics (ex-Rael) con fuertes influencias de Genesis.

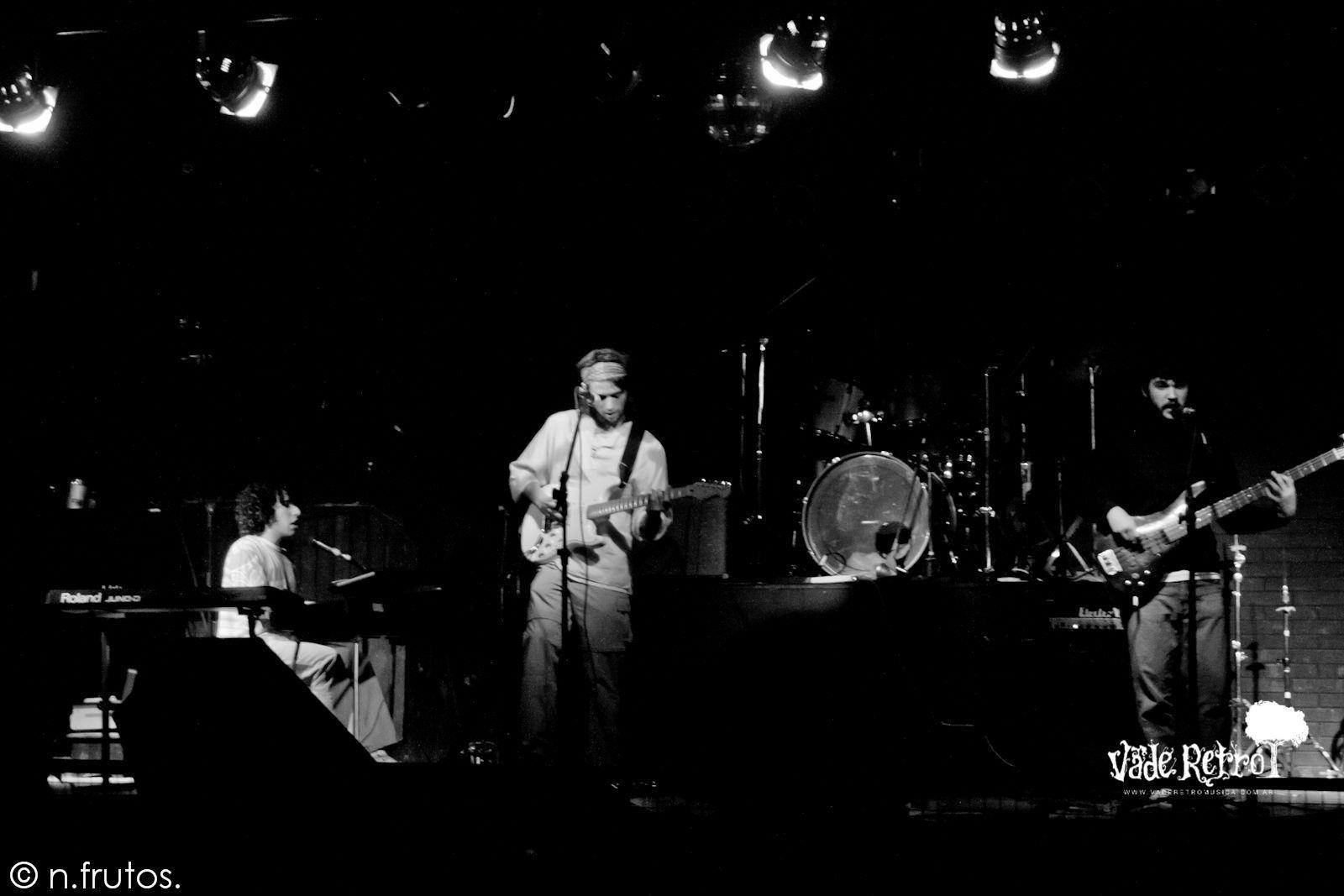
Vade Retro en vivo en 2011

 Por otro lado, bandas como Vade Retro, UV y Lenin (provenientes de Quilmes, Provincia de Buenos Aires) también mantienen relevantes actividades que van desde lo estricamente musical hasta la producción y organización de eventos para otras bandas, como el caso de Lenin.
Asimismo, desde el under porteño hay un movimiento amplio que abarca bandas relativamente nuevas como Isósceles, influenciada por el jazz fusión, el rock psicodélico y el hard rock; De Rien, por Porcupine Tree, King Crimson y Genesis y otras completamente experimentales, como por ejemplo Resistencia Chaco. 
También han surgido nuevos grupos que combinan, de distintas maneras y matices, el folclore argentino típico con el rock progresivo y el metal, generando nuevas formas de expresión y un nuevo sub-estilo, propiamente regional. Dentro de esta vertiente se encuentran bandas como Ministerio del amor (Villa de Mayo) , Dragón de Hierro (Chascomús), Raza Truncka (Salto), Uranian (Bahía Blanca) y Alkimia (Tucumán), entre otras. Mientras otras bandas incursionan en la fusión con el tango y la milonga, entre ellos podemos mencionar a Alas, Tanger, Golem y William Gray, y grupos como Quantum tango o La Fábula Ciudadana mezclan el tango clásico y puro con el estilo y sonido del rock progresivo. 
Hacia mitad y finales de la década del 2000, dentro de la escena "under" de Buenos Aires, surgieron entre muchos otros, grupos como Defórmica, que incorporan notablemente el género Math rock en su música, y bandas como Dudosa Moral (formada en el partido de Pilar) que mezclaban influencias del Rock Nacional con música progresiva estadounidense o el trío Sygma (formada en Capilla del Señor) con inicios similares. Por otro lado surgen grupos como Honduras Libregrupo, Bauer, Proyecto Quasar, El Caos Reptante, Futbol, y propuestas más actuales como el grupo platense Cuco_(banda) (anteriormente bajo el nombre de Milica) y Camafeo, que incorporan el Noise rock y la marcada influencia del Hardcore punk conformando el Post Hardcore Progresivo, haciendo a veces uso de la improvisación en vivo en sus presentaciones, mostrando la actitud DIY, sumándose a la búsqueda de una estética independiente Lo-fi (música) que comienza a ser moneda corriente en el under porteño - platense (debido al estallido, en parte, del indie rock) mediante el uso de la autogestión. y trabajando de manera cooperativa a través de discográficas independientes y organización de distintos eventos artísticos.
Muchas de las bandas de rock progresivo Argentino mostraron su vigencia y su talento en el exitoso festival de Rock Progresivo La Plata Prog en septiembre de 2011.
Para principios de 2024 todavía hay bandas y artístas actuales que se solidifican en la escena de la música progresiva argentina siendo algunas .MAR (formada en 2015 por Manuel Cernello y Augus Fernández Britos), Julián Martínez con su álbum El Silencio de las Estrellas, Presto Vivace (formada en 1995),  Kjjjjjjjjj, Nadie Nunca Nada y Fin del Mundo (estas últimas incluidas en el sello de Anomalia Ediciones).

## Bolivia
Sigue en actividad la banda de rock Wara, con influencias del rock psicodélico británico, el folklore andino y la música clásica. Su primer álbum El Inca, editado en 1973 es una muestra de estas influencias. Su guitarrista Carlos Daza, formaría más tarde, Estrella de Marzo, junto a exmiembros de 50 de Marzo, que lanzan un único álbum "A los Niños con Amor" (1975), de fuerte influencia progresiva. Uno de los grupos iconos de la juventud boliviana fueron Los Grillos. En la década de los 70s el grupo incursionaría en el denominado folk-rock y empezaron a experimentar con aires andinos recurriendo a instrumentos tradicionales pero imitados y fusionados a la perfección en el moog de su conductor, Nano Martínez, dando como resultado el excepcional LP "Vibraciones Latinoamericanas" en 1974.
En la década de los '70 hubo también una banda de rock progresivo llamada Climax. Formada por Javier Saldías (bajo), Pepe Eguino (guitarra eléctrica) y Álvaro Córdoba (batería) muestran su mayor influencia de la Mahavishnu Orchestra y Emerson, Lake & Palmer en su único LP "Gusano Mecánico" (1974). También presentaron en concierto el disco Tarkus de la misma banda. 
50 de Marzo se forman a fines de los 60s , con un estilo cercano al blues-rock editan dos EP en 1971, más tarde con músicos de otras bandas, se vuelven a reunir y sacan un único EP "Padre Sol" en 1976, orientado más hacia el folk-rock.
Dos ex-Loving Darks, forman la banda Antares. Boris Rodríguez (batería), tras tocar una temporada con los argentinos Arco Iris, regresa a Bolivia y junto con su ex-compañero, comienzan a experimentar fusionando rock progresivo con ritmos nativos. Se disuelven tras su único disco homónimo de 1972. 
Mandrill fue otra banda de mediados de los 70s que recogió su legado de grandes como Deep Purple, Led Zeppelin y Focus. Solo grabaron tres EP, en 1975, 1977 y 1978, respectivamente. Sol Simiente Sur, grabó solo un LP homónimo en 1978.
Otras bandas como Comunidad, Manantial, Octavia, Sol de América y Los Signos se acercan levemente al rock progresivo.

## Brasil
En Brasil, algunos artistas inscritos en el movimiento del tropicalismo de finales de los años 60 editaron discos cercanos a esta corriente. Pueden citarse entre ellos a Os Brazoes con su álbum homónimo (1969), el debut de Modulo 1000 con "Não Fale Com Paredes" (1970) y Bango con su debut homónimo (1970). Un papel destacado ocupó la banda Os Mutantes, que introdujo el uso del mellotron y viró hacia el rock progresivo a partir de su álbum Jardim Elétrico. Ya con un cambio de integrantes y acortando el nombre a solo Mutantes, Sérgio Dias (único miembro original de la banda), edita "Tudo Foi Feito Pelo Sol" (1973), una excelente placa netamente progresiva. 
Dentro del extenso panorama brasileño, suele encumbrarse a Som Imaginario como los pioneros en esta temática con su primer álbum homónimo (1970). Aún con un gran componente psicodélico, ya aparecen en sus trabajos claras notas progresivas a las que comienzan a incorporar elementos de la música popular brasileña (MPB), el bossa nova y la improvisación. Su tercer álbum "Matanca do Porco" (1973), sería considerado su magnum opus y una de las obras imprescindibles del periodo. Grabaron además como banda de apoyo para Milton Nascimento para su álbum Milton (1970).En los setenta, también cabe mencionar a bandas como Moto Perpetuo, A Bolha, A Barca do Sol, Som Nosso de Cada Dia, Terreno Baldío, Casa das Maquinas, O Terço, Bacamarte, Bixo da Seda, Vimana y Recordando o Vale das Maçãs. 
Por otro lado, también destaca una serie de artistas brasileros que venían de la escena del jazz, la fusión o la música sinfónica, pero que incursionaron parcialmente en el rock progresivo alcanzando gran éxito internacional. Es el caso de Airto Moreira en Fingers (1973), Eumir Deodato en "Prelude" (1973) y Egberto Gismonti en "Academia de Dancas" (1974), por citar sólo algunos de sus celebrados álbumes. 
Otros grupos, como Sagrado Coraçao da Terra (homónimo, 1984), Quaterna Requiem ("Velha Gravura", 1990)  y Aether ("Visons", 1998), han hecho historia dentro del rock sinfónico latinoamericano. No se debe dejar de lado a Tempus Fugit ("Tales From a Forgotten World", 1997), con una clara influencia de Yes, ELP y Genesis.

## Chile
Artículo principal: Rock de Chile

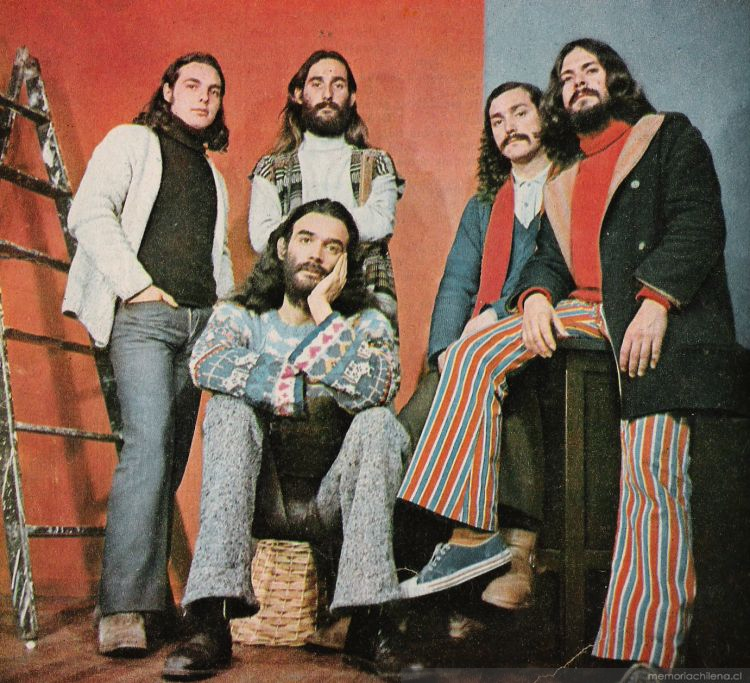
Los Jaivas en 1972

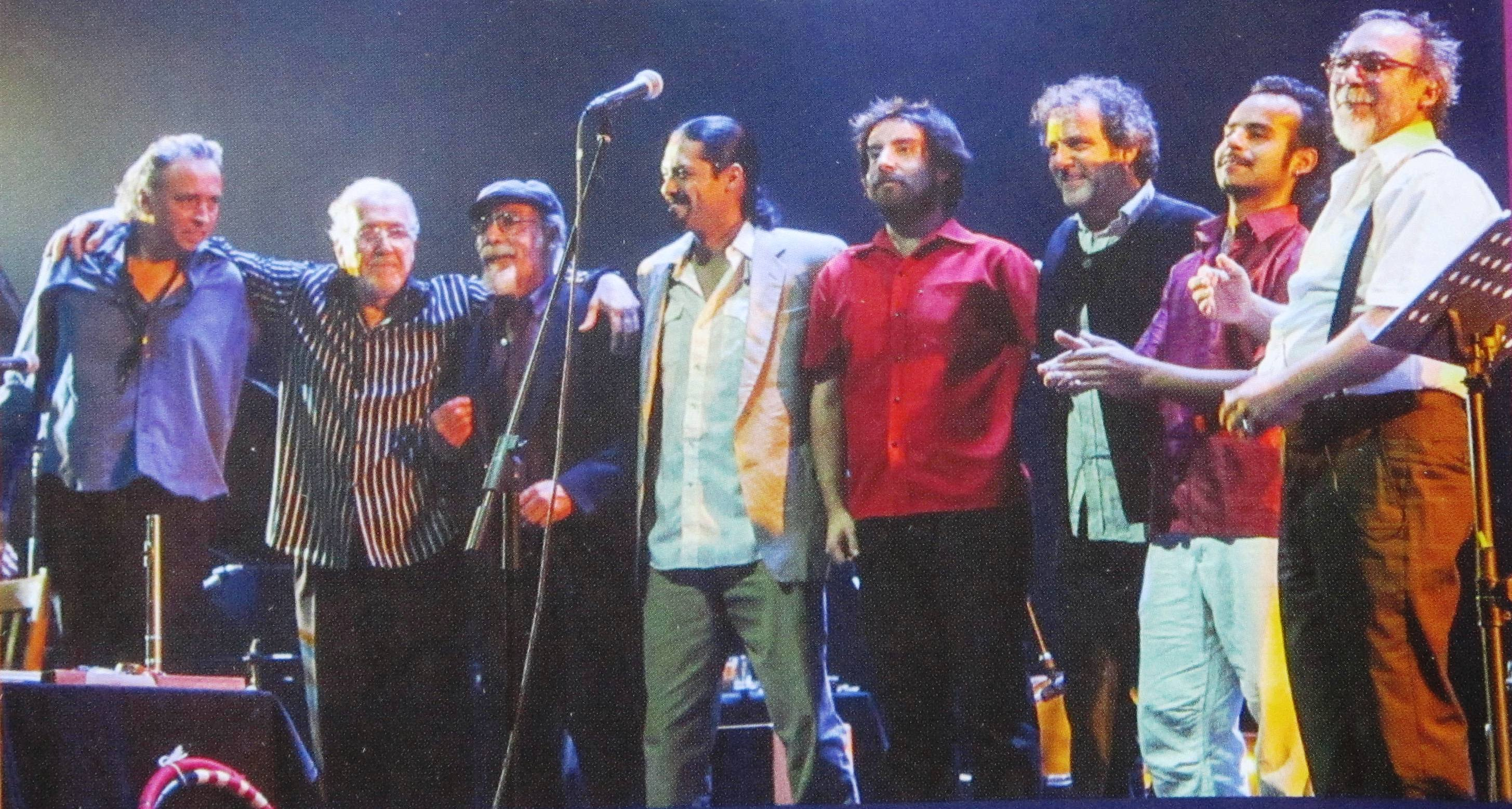
Congreso en 2012

Ya hacia el periodo 1968-1969, e influenciados fuertemente por el llamado movimiento Nueva Canción Chilena, la reforma universitaria y el idealismo hippie, en Chile comenzó a producirse una mutación en el estilo de las bandas preponderantes. Exponentes como Los Jaivas, Los Blops o Congreso salieron de los ritmos más de moda y comenzaron a experimentar, recuperando la música folclórica tradicional y fusionarla con el rock psicodélico y los ritmos latinoamericanos, además de explorar líricas de contenido social, lo que quedó bien en claro en sus primeros trabajos, aunque lo progresivo se muestra parcialmente, será una tendencia que ira sucesivamente in crescendo. 
El LP "Los Pájaros" (1970), de la banda Kissig Spell, editado en agosto de 1970, viene a ser en cierto modo el primer disco de rock progresivo de Chile. Su estilo estaba basado en la psicodelia imperante en la época, pero con la adición de elementos propios del progresivo temprano. Composiciones absolutamente propias. Letras en inglés y castellano, poesía prestada de Bécquer y Huidobro, presencia preponderante del órgano, melodías melancólicas, guitarras con fuzz y ambientes introspectivos, un gran disco con un toque enigmático en su sonido y que se ha erigido en uno de los más importantes de la historia musical chilena. Más tarde cambian de nombre a Embrujo y editan otra placa, "Embrujo" (1971), pero ya con un sonido más crudo. Los Blops, editan en 1973 "La locomotora", último álbum de la banda. A diferencia de sus dos discos anteriores, el estilo de este álbum se caracteriza por dejar de lado completamente su sonido folk, abarcando de lleno el rock progresivo, con temas más largos que los anteriores y 100 % instrumentales.
Los Jaivas encabezan claramente un folk-rock, con huellas de la música tradicional del país. En su segundo trabajo (La ventana, 1973) se entremezclan los ritmos folclóricos y roqueros. Su cuarta placa, conocida como Los Jaivas o El indio (1975), es una obra maestra que conjuga a la perfección los elementos folclóricos, el rock progresivo, los aires psicodélicos y algunos aportes clásicos. Pocas veces se ha podido escuchar utilizar en forma tan coherente los instrumentos tradicionales y los propios del rock de los años 1970. Los temas los exhiben amalgamados de tal forma que definitivamente son creadores de un estilo propio dentro de la música progresiva. El trabajo del piano también es brillante aportando el toque de clasicismo. Una obra imprescindible a la par de los mejores discos de los 70s.  Tras su suiguiente producción, Canción del sur (1977), marcan una continuación y utilizan por primera vez el moog, hecho que resultaría capital en el sonido de la banda. Para 1981 editan Alturas de Machu Picchu, considerada su obra maestra, seguido por Aconcagua en 1982 y Obras de Violeta Parra en 1984, que sería su última producción de este tipo ya que sus siguientes trabajos carecen del espíritu renovador, inclinándose más hacia lo popular. Congreso, para su segundo LP Terra Incógnita, grabado en 1973, seguido por Congreso (1977), nos presenta ya un avance en su estilo , ya con un cambio de formación, sacan en 1981 Viaje por la cresta del mundo, que junto con Ha llegado carta (1982) y Pájaros de Arcilla (1984), dan un claro giro hacia el rock progresivo, logrando sus más sólidos trabajos, pero siempre conservando su estilo latinoamericanista. En sus posteriores trabajos, al igual que Los Jaivas, pierden esa tendencia. 
Otras bandas de los años 1970 que incursionaron en esta temática fueron: En Busca del Tiempo Perdido (solo grabaron dos singles en 1972 y 73), Almandína (dos singles, 1973 y 1974), Kalish, un único single, con temas de ELP, (1973), Grace of King (un sencillo, 1973), Frutos del País, en sus dos LP, homónimo (1973) y "Y Volar...y Volar" (1974). Mención especial merece el vibrafonista Guillermo Rifo, quien fue fundador de tres importantísimas bandas, Aquila, donde funde ritmos latinos con ensamble eléctrico, en su única placa homónima (1974), para luego formar el Sexteto Hindemith 76, donde fusionaba jazz, música docta y folk, donde editó dos discos: "El cantar de nuestra música" (1975) e "In música" (1976) y Latinomusicaviva con su único trabajo homónimo (1978), donde se funden la música de cámara, la improvisación jazzística y el ritmo del rock. Otras bandas fueron¨: Santa y Su Gente ("Urgente", 1974). Miel, los primeros en usar sintetizador (solo grabaron algunos singles entre 1974 y 1979), orientados más hacia el hard-rock, Millantun, en su primer single (1977), la banda del pianista Mariano Casanova, Impresiones ("Dulce y Caliente", 1978), Grupo Kamara ("Grupo Kamara con Osvaldo Dias", 1978). Tras su primer álbum en 1973, donde predomina un original hard-rock, Tumulto se reforma en 1975 y cambia su estilo hacia el rock progresivo, etapa que dura hacia 1980, donde nuevamente caen en receso. Algunos de sus exintegrantes formarían Sol y Medianoche y La Banda del Gnomo.
Formados en 1972, Fusión (por el pianista Matias Pizarro y el bajista peruano Enrique Luna), es considerado históricamente el primer proyecto chileno de jazz-rock, utilizando instrumentación eléctrica, experimentado sobre patrones rítmicos del soul, el funk y el rock, pero manteniendo intacto el impulso de la improvisación jazzística primigenia. Solo sacaron un álbum, "Top Sóul" en 1975. Poco después, Pizarro editó como solista, "Pelo de Rata" (1975) y posteriormente formaría ya en Europa, Tamarugo y Skúas (con Manuel Villarroel, pionero del free jazz en Chile durante los 60s).  Tamarugo, en su única placa "Tan Lejos del Mar" (1978), tuvo influencias folklóricas abundantes y diversas, solo que aquí aparecen expresadas en una forma inédita. Se presiente una atmósfera que nos retrotrae al particular estilo Canterburiano. Eran más jazzeros que Los Jaivas y más roqueros que Congreso.
En la década de 1980, emergieron bandas como Skúas: que con solo dos LP. "El Bandolero" (1980) y Traversée" (1983), con influencias de Satie, Bartók, Stravinsky, Bill Evans, George Russell y música del Caribe fue considerado por la crítica francesa como el mejor trío de jazz-rock latino que Europa conoció; Sol y Medianoche: "En Vivo" (1982), formados por Jorge Soto y Nelson Olguin, ex-miembros de Tumulto y Sole Domínguez, ex-En Busca del Tiempo Perdido. Su estilo se podría denominar como etno-rock sinfónico; Tercera Generación: "Tercera Generación y Amigos" (1983), Quilin: "Quilin" (1983); Evolución: "Zodiaco" (1983); La Banda del Gnomo: "El Canto del Ángel", grabado en 1984 y editado finalmente en 2009 (formado por el ex-Tumulto, Pablo del Real); Bandhada: "Bandhada" (1984); Amapola: "Rock Chileno" (1986); Ernesto Holman: "Pájaro Sobre las Casas" (1987), ex-bajista de Congreso; Fulano: "Fulano" (1987); Ensamble: "Carreteras del Tiempo" (1987); Cometa: "Cometa" (1988); AlSur: "AlSur" (1988);
Huara: "Cafuzo" (1989)
A partir de los años 1990 aparecieron grupos muy destacados como: La Marraqueta (homónimo, 1995), Tryo (homónimo, 1996), Matraz ("Tierra Herida", 1997), Ergosum (homónimo, 1997), Entrama (homónimo, 1998), Akinetón Retard (homónimo, 1999), Exsimio (homónimo, 1999), Dwalin ("The Green Book", 1999), Entrance (homónimo, 1999), La Neura ("Genzur", 2000), Mediabanda ("Entre la Inseguridad y el Ego", 2004), Subterra ("Sombras de Invierno", 2001), Mar de Robles (homónimo, 2003), Primavera Negra (homónimo, 2004), Astralis ("Bienvenida al Interior" 2006), del ex-Amapola, Patricio Vera, Nubosidad Parcial (Fractal, 2015).

## Colombia
En la década de 1970, los músicos roqueros colombianos de los 60 se inclinaron más hacia el folk-rock que el rock progresivo, cómo es el caso de Humberto Monroy y Roberto Fiorilli creando grupos influenciados por los sonidos de las costas y montañas de Colombia. A pesar de esto existen algunos álbumes/sencillos de rock progresivo fusionado con otros ritmos como el jazz y el latin rock.
Trabajos destacados:
Siglo Cero : "Latinoamérica" (1970)

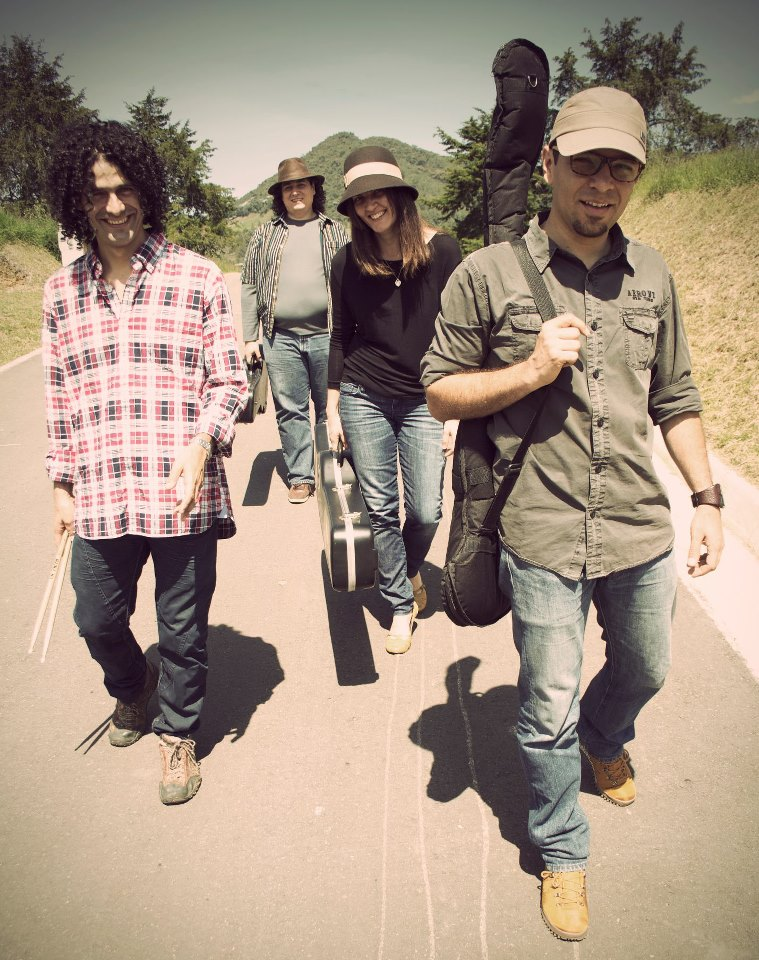
Grupo de rock progresivo Otrabanda de Medellín Colombia. Aparecen en la imagen Catalina Villegas en el bajo, Carlos Pérez En la Guitarra, Alejandro Pinilla en la Percusión y César Cardona en la Voz. Foto Carlos Corredor.

Los Electrónicos: "Tradición en Transición" (1970)
La Columna de Fuego: "La joricamba / Kristal 5-4 " (Single, 1971)
Gene-Sis: "A-dios" (1972),  "Genesis" (1974), "Yakta Mama" (1975), "Reuniom" (1978)
La Banda Nueva: "La Gran Feria" (1973)
Los Flippers: "Pronto viviremos un mundo mucho mejor" (1973)
Malanga: "Sonata # 7 a la Revolución / Nievecita" (single, 1973)
Terrón de Sueños: "Himno al viento / Oye mi saxo" (single, 1974)
Cascabel: "La rumba del batey / Amor de mi vida" (single, 1976)
Entre los grupos más conocidos a partir de los 80s se encuentran 
Jorge Burbano Virtuoso Colombiano Andrés Osorio, Jaén Kief, OtraBanda, Decode Project (antes llamado Merlin Hexer), hiddenpath, Dejabel, Sigma y Tom Abella. Un caso significativo es el de Kraken, grupo que se define como "rock duro progresivo".

## México
El rock progresivo mexicano tuvo su auge durante la década de los '70 y sobre todo en los '80. A comienzos de la década del 70 varias bandas de rock incursionaron parcialmente en el género, como El Ritual ("El Ritual", 1971), Luz y Fuerza ("We Can Fly", 1971), Toncho Pilatos, en su debut homónimo (1971), donde el rock ácido, toques de blues y hasta jazz se mezclan con la música folk mexicana, Los Dug Dug's, que ya transformados en trío comienzan con un cambio fundamental, acercarse fuertemente al rock progresivo, pero solo en su segunda placa "Smog" (1972) y Náhuatl (homónimo, 1974), donde algunas experimentaciones en su primer disco acercaron al grupo a movimientos progresivos interesantes en un par de cortes. 
El grupo Nuevo México, comandado por dos iconos del rock de México, Jorge Reyes en la flauta y Carlos Mata en la guitarra, grabó su primer disco de rock netamente progresivo en el año 1973, llamado "Hecho en casa", seguido por "Cerámica" (1979), que no fue tan notable. A finales de los 70 Jorge Reyes abandona Nuevo México y forma grupos como Al Universo ("Viajero del Espacio", 1976), Decibel ("El Poeta del Ruido", 1978) y Chac Mool ("Nadie en Especial", 1980). 
A finales de los 70 y en los años 80 se formaron otros grupos como Nobilis Factum ("Mutante", 1982), Iconoclasta (homónimo, 1983), Delirium ("El Teatro del Delirio", 1984), Praxis ("La Eternidad de lo Efímero", 1987). Cabe destacar al grupo de Rock originario de la Ciudad de Mexicali Cast ("Sounds of Imagination", 1994), quienes fueron reconocidos internacionalmente inclusive en países lejanos como Japón, pero en su país solo eran seguidos por un escaso público. Otros como Arturo Meza ("No Vayamos a Irnos Sin Mar", 1984) ("Venadito de sol", 1993) y el ex-Chac Mool Carlos Alvarado (en grupos como Vía Láctea y Tony Rayola) incursionaron también en el género. También surgió una propuesta más cercana al Rock in Opossition y al jazz con Banda Elástica ("Banda Elástica 2", 1986).
En los años noventa surgen nuevas generaciones de músicos incursionando en el género y renovando el sonido con fusiones con el jazz, la música tradicional mexicana y música académica o también ubicados hacia el metal progresivo. Entre estos grupos y solistas podemos mencionar a Cabezas de Cera, Gallina negra, José Luis Fernández Ledezma, Xochipilli, Zanate & Asociados, Alonso Arreola, La Perra, Arteria o Cruz de Hierro. 
Desde inicios de los años 2000 han surgido muchas bandas de rock progresivo y metal progresivo en territorio mexicano, tales como Luz de Riada, Govea, Deuol, Scolopendra, Umpalumpas Trío, Leyenda Mística, Komodo, Saena, Anima Tempo, El Retorno de los brujos, La Gorgona, Khan Karma, Alpha Lighting System, Lyrean, Parazit o solistas como Aly, Fabiola Simac, Art Velmor y Jorge Curiel.
En México también se llevó a cabo durante muchos años el festival Baja Prog, evento de rock progresivo con reconocimiento internacional, el cual era realizado en la ciudad de Mexicali, ubicada en Baja California, del cual se celebraron 21 ediciones, siendo la última de ellas en el año 2014.

## Perú
En Perú a fines de los 60s e inicios de los 70s harían su aparición bandas como Laghonia, Traffic Sound, Frágil, We All Together.
Sería la década de los 70s la que contaría con sus mejores exponentes con grupos que tocaron y grabaron en la clandestinidad pues en esos años el rock fue prohibido en el Perú pero paradójicamente esta sería la década donde se produjeron y grabaron las más memorables álbumes y 45RPM.
Frágil es la banda que más éxito tuvo musical y comercialmente, su primer disco de 1981 "Avenida Larco" se convirtió en un clásico del rock de ese país además de tener influencias del rock progresivo sinfónico (Genesis) y el folk rock progresivo (Jethro Tull).
Actualmente la banda más popular de rock progresivo en Perú es Flor de Loto (homónimo, 2004), que tiene una gran influencia del género rock de fusión.
En 2004, la banda Leusemia sacó a la luz el disco "Hospicios: Los últimos ciudadanos de la séptima casa de la obscuridad", siendo el disco más progresivo de la banda dejando atrás el lado experimental que tuviera en 1998. Hospicios es una obra conceptual (primera y hasta ahora única hecha en el Perú) cuyas características en los pasajes sonoros del disco da en evidencia la clara influencia del álbum "The Dark Side of the Moon" de la banda británica Pink Floyd. También destacan otros dos discos de Leusemia como "Al Final De La Calle" (2000) y "Yasijah" (1999), en este último incluyeron un cover de Pink Floyd (Saucerful of secrets) en la canción "Eclipse en la Corte de los Cuentos Desolados". Discos en el que participa el violinista Nilo Borges.
A partir del 2010 el colectivo Sonidos Latentes comienza un ciclo de festivales en Perú llamados "Una Noche de Rock Progresivo" estando ya realizada la novena edición. Y 2 ediciones del Lima Prog Fest 
Se han presentado muchos grupos de la escena progresiva peruana como: Flor De Loto, Circo Al Eden, Kharmina Buranna, Del Pueblo del Barrio, Árbol De Fuego, GX, Eter-k, La Caja De Schrodinger, Shakken, etc.
En paralelo a ello surge una "escena limeña" de rock psicodélico que agrupa diversas bandas con ediciones en CD y vinyl en Latinoamérica y Europa como Cholo Visceral, Tortuga, Búho Ermitaño, Virgen Sideral, Tabla Espacial, Spatial Moods, etc. Estas agrupaciones están dentro del marco de una movida de rock psicodélico llamada "Nueva psicodelia Latinoamericana", algunas con tintes más progresivos (como Cholo Visceral), otras más ligadas a la música pesada y otras al noise.

## Uruguay
Los orígenes del rock progresivo del Uruguay los podemos rastrear hacia finales de los 60s en un par de bandas de estilos muy diferentes, Uno es el Sexteto Electrónico Moderno, con un sonido instrumental, elegante y refinado marcado por la influencia del jazz latino y el soul. Destaca su segundo LP "Doble Personalidad" (1970). Por su parte, el grupo El Kinto fue el primero en unir el candombe y otros ritmos populares con el rock. No alcanzaron a sacar ningún disco, pero más tarde se editaron los compilados "Musicacion 4 y ½" (1972) y "Circa 1968" (1977), con grabaciones de ellos hechas entre 1968 y 1969. Militaban en sus filas Eduardo Mateo y Ruben Rada, que serían dos de los principales impulsores del candombe rock. 
En los '70, es cuando aparecen los grupos característicos de este estilo. Totem (formado por exintegrantes de El Kinto), mixturaba una mezcla de candombe, jazz y rock en sus tres LP, homónimo (1971), "Descarga" (1972) y, ya sin Rada, "Totem III" (1973). Psiglo se destacaba por su virtuosismo y estaba fuertemente influida por bandas internacionales como Deep Purple, Traffic y Pink Floyd (tomando de este último lo comprometido de sus letras para con una causa). Editaron dos álbumes antes de separarse, "Ideación" (1972) y "Psiglo II" (1974). También se encuentran ciertos pasajes progresivos en el único disco homónimo grabado por Opus Alfa (1972), la única placa de Genesis (homónimo, 1972) y "El Profeta" (1978) del ex-Sexteto Electrónico Moderno, Armando Tirelli.
Quizás el grupo más representativo del rock progresivo en Uruguay fue Opa, formado en Estados Unidos por los hermanos Osvaldo Fattoruso y Hugo Fattoruso. Procedentes del Trío Fattoruso y la banda pionera del rock rioplatense Los Shakers, los Fattorusso acompañaron a Airto Moreira en su exitoso álbum Airto (1973), que ya contaba con el famoso tema "Fingers (Dedos)" compuesto por Rubén Rada para Tótem. Posteriormente, grabaron dos LP que facturaban una mezcla de tango, jazz y rock. Para Magic Time (1977) contaron con la incorporación del mismo Ruben Rada, convirtiéndose en un supergrupo de hecho que grabó temas clásicos como "Montevideo" o "Malísimo".
Pasaron más de 20 años para el surgimiento de otro artista en el medio uruguayo editando material discográfico, lo cual sucedió en el año 2002 con Drama, banda de Rock Sinfónico y Progresivo con influencias como Marillion, Pink Floyd o Genesis, formada por el cantante y bajista Fernando Kronos Ruidíaz y el tecladista Flavio González. 
El Álbum debut llamado “inspiración” (2002) fue editado a través del sello brasileño especializado en el género homónimo Rock Symphony, que distribuyó el álbum a nivel global, y además para toda Europa también a través del sello francés Musea Records. 
Posteriormente autoproducen su segundo trabajo “Una segunda oportunidad” (2012).

## Venezuela
A fines de los años 1960 aparecen algunas bandas psicodélicas dentro del panorama musical venezolano que serían la base para las bandas posteriores. En este sentido se puede nombrar a bandas como Los Impalas, The Love Depression y Ladies WC. También surgieron en esos años grupos que interpretaban jazz fusión con algunos ribetes progresivos como Aditus ("A Través de la Ventana", 1977), La Banda Municipal ("En Vivo", grabado en 1974 y editado en 2008), Almendra (homónimo, 1978) y Esperanto (homónimo, 1980).
En los años 1970, el músico Vytas Brenner formó el grupo Ofrenda que se caracteriza por la fusión entre el rock progresivo y la música folklórica del país. La banda edita una serie de discos como La Ofrenda de Vytas Brenner (1973), su primer trabajo, seguido por Hermanos (1974) y Jayeche (1975) antes de volcarse hacia un sonido más comercial. En 1977 aparece la banda Témpano ("Atabal Yemal", 1980) que se encuadraba dentro del género progresivo sinfónico, al igual que la banda Estructura (homónimo, 1978) que se forma un año después. También se puede nombrar a otras bandas y artistas como Spiteri (homónimo, 1973), Fernando Yvosky ("Dos Mundos", 1975), Equilibrio Vital (homónimo, 1983) y Ficción, formados por exmiembros de Aditus y con múltiples formaciones posteriores ("Sobre el Abismo" editado en 2001 con grabaciones hechas entre 1979 y 1986, "Sobre la cresta de la ola", de 2001, y "Sobre la Ira de Dios", de 2011). Todos estos artistas tenían en común la fusión entre los sonidos del progresivo clásico y sinfónico,  y en algunos casos los ritmos y sonidos autóctonos como el joropo, las zulianas y el sonido del cuatro, el furruco o el arpa, entre otros. 
Grupo Pan: "Souvenir" (1970) -parcialmente progresivos-.
La Banda Municipal: "En Vivo" (2008), grabado en 1974.
Aditus: "A Través de la Ventana" (1977) -futuros miembros de Ficción-.
Ananta: "Wheels of Time" (1978), también radicados en Inglaterra,
Estructura: "Más Allá de Tu Mente" (1978).
Ilan Chester: "Por Principio... Fin" (1979), exmiembro de Ananta.
Defficit: "Música Venezolana Contemporánea" (1981) -parcialmente progresivos-.
Melao: "Nuestra Magia" (1981), formado por el ex-Ananta, Ilan Chester -parcialmente progresivos-.
Énfasis: "Énfasis" (1983) -parcialmete progresivos-.
Gerry Weil: "Autana: Magic Mountain" (1989), exmiembro de La Banda Municipal.
También existió en el país una corriente de música electrónica progresiva, representada por artistas como Rada ("Upadesa", 1983), Musikautomatika (homónimo, 1983), Miguel Ángel Noya ("Gran Sabana", 1984) y Vinicio Adames ("Al Comienzo del Camino", 1985).
Actualmente continúan algunos grupos clásicos como Témpano y algunos más recientes como Raimundo Rodulfo, Kotebel, Pig Farm on the Moon, PI XPRNC, Calle Santiago, Echoes y Sexto Sonar .

## Costa Rica
Entre las bandas pioneras del género en Costa Rica, se encuentran Compadre, que con su disco homónimo en 1976 graba la primera producción de jazz-rock en el país, y Hebra (de finales de los 70's). También se encuentra entre los primeros difusores, el Grupo Catarsis, que "es un grupo de Costa Rica que desde sus inicios en 1974, se ha dedicado a la difusión del género rock progresivo, en todas sus formas y expresiones", como dice en su página oficial.
En los últimos diez años, Costa Rica ha visto un surgimiento de nuevas bandas progresivas. Entre los más respetados se encuentran Time's Forgotten, que cuenta con 3 álbumes y una presentación en el BajaProg; además de aclamadas producciones en vivo en teatros de Costa Rica. Otra de las grandes bandas progresivas/experimentales costarricenses es Introvisión, formada en el 2003. La banda lanza en el 2010 el álbum "08:36:59" {masterizado en Abbey Road Studios) y se presenta en el 2013 en el BajaProg. Otras bandas han cautivado al público costarricense en los últimos 10 años; como en el caso de Antimateria (quien estuvo en la escena entre el 2003~2008, cautivando al público progresivo y jazz fusión) y TEA (Trío de Experimentación Aldebarán) con su música cien por ciento improvisada.
Nuevas bandas han surgido en la escena progresiva; manifestándose en los géneros progresivo, metal, jazz fusión, post-rock, indie rock, rock psicodélico y experimental. Aunque son recientes, poseen gran fuerza y se abren camino rápidamente. Entre ellas se encuentran Transfusión, LordFish, Jug Bundish, H7G {El Himno de la Séptima Galaxia}, Raiser Xperience, Visions of Time, The Electric Creatures, Niño Koi, Florian Droids, Erth, InAudit, Sciencie of Sensations y muchas más.